# Axel von Fersen
Axel von Fersen   (parròquia de Jakob i Johanne, 4 de setembre de 1755 - Estocolm, 20 de juny de 1810) Hans Axel von Fersen, va ser un comte, tinent general, Reichsmarschall, ambaixador i un dels senyors del regne. Era fill del mariscal de camp Axel von Fersen i Hedvig Catharina De la Gardie.
Axel von Fersen va ser un militar i polític, així com un típic representant de l'estil de la cort a la cort de Gustau III. Era el favorit de la reina francesa Maria Antonieta i va planificar i participar en l'intent de fugida fallit de la família reial francesa el 1791. Va participar en la Guerra de la Independència dels Estats Units al costat dels colonialistes contra la corona britànica. Va trobar una mort dramàtica quan va ser linxat a causa de falsos rumors d'haver estat implicat en la mort del príncep hereu suec Karl August el 1810.

## Biografia
Als catorze anys, segons el costum de l'època dels fills de la noblesa, se li va permetre de fer la gran gira a Europa per acabar els seus estudis a una escola de Braunschweig; després va continuar amb l'acadèmia militar de Torí, els estudis d'idiomes i es va quedar a les corts europees. Després de tres anys a Alemanya, va arribar a París el 1773. A la primavera de 1774, va viatjar a Londres.

## A Suècia i tornada a França
El desembre de 1774 von Fersen va tornar a Suècia. Aquí va servir a l'exèrcit suec i va participar en la vida a la cort de Gustav III. El 1778 va viatjar a Londres per tornar a França més tard aquell any, on ja havia estat acceptat com a tinent del regiment francès Royal-Bavière el 1770 i ara hi va ser nomenat coronel. Va ser presentat a la cort del rei francès Lluís XVI i aviat va ser afavorit per la jove reina Maria Antonieta, el que va donar lloc a xafarderies que era el seu amant. Se li va donar un paper relativament important en política exterior per a Suècia.

## Amèrica
Durant la revolució americana, els francesos van participar al costat dels colonialistes (els futurs nord-americans), i von Fersen, com molts altres, va voler aprofitar aquest esdeveniment potencialment heroic per guanyar experiència, així com promoció. El paper de von Fersen durant aquesta guerra va ser principalment com a intèrpret i oficial, ja que parlava tant l'anglès com el francès. Gràcies a aquests coneixements lingüístics, va tenir l'oportunitat de conèixer el futur president George Washington i fer d'intèrpret entre ell, que no sabia ni una paraula de francès, i el líder de l'expedició francesa, el comte de Rochambeau, que no sabia anglès. A més, von Fersen es va distingir a la batalla de Yorktown el 1781, després de la qual la guerra va girar a favor dels nord-americans i va permetre la construcció nacional el 1783. Pels seus esforços durant la guerra, von Fersen va ser condecorat amb la prestigiosa Orde de la Cincinnatus. Va esdevenir coronel del seu propi regiment, el Royal suédois, el 1783.

## El viatge italià del rei
Després de tornar a Suècia, a la tardor de 1783 von Fersen va acompanyar Gustav III en el seu viatge italià, que va durar gairebé un any, durant el qual va visitar París amb el rei, entre altres llocs, on va tornar a conèixer Maria Antonieta.

## De tornada a França
El 1785 von Fersen va tornar a París on es va quedar fins al 1791 amb algunes interrupcions, inclòs el 1788 quan va participar en la guerra russa de Gustav III. A París es diu que va sorgir una relació amorosa amb Marie-Antoinette, que el va fer famós a la història mundial. Quan va esclatar la Revolució Francesa l'any 1789, von Fersen va rebre l'encàrrec de Gustav III de ser reporter sobre el que passava a França. von Fersen, juntament amb Louis Auguste Le Tonnelier de Breteuil baró de Breteuil, van organitzar l'intent de fugida de la família reial el juny de 1791, quan va acompanyar els fugitius a Bondy, a unes poques milles de París, on va prendre una ruta diferent de la de la parella reial per dirigir-se, els perseguidors descarriats. Quan la família reial va ser arrestada a Varennes-en-Argonne, von Fersen no hi era. Va aconseguir escapar a través de la frontera francesa cap a Bèlgica. Va romandre a Brussel·les fins al 1794, quan va ser convocat a Suècia, ocupat amb negociacions diplomàtiques. També va mantenir relacions secretes amb la parella reial francesa i va visitar París disfressat el febrer de 1792.

## Suècia
El 16 de març de 1792, Gustav III va ser assassinat en un ball de màscares a l'òpera d'Estocolm i Suècia va tenir una junta de guardians entre 1792 i 1796 quan Gustav IV Adolf va prendre possessió. A Suècia, von Fersen va tenir un paper en la política sueca. Va ser enviat per Gustav IV Adolf el 1797 al congrés de Rastatt com a ambaixador. A la cort de Baden, va resoldre el contracte matrimonial entre Gustav IV Adolf i la princesa Fredrika Dorotea Vilhelmina. El 1799 va ser nomenat Un dels Cavallers i Canceller del Regne a la Universitat d'Uppsala i el 1801 com a Reichsmarschalk. En diverses ocasions, von Fersen va ser membre en funcions del Riksdag. En esclatar la guerra de Suècia contra Napoleó el 1805, va acompanyar el rei a Alemanya. No va participar en la revolució a Suècia el 1809. El 29 de març de 1809 el rei fou deposat. von Fersen era Gustavià i volia que el príncep hereu Gustav prengués el càrrec. S'havia vist influenciat pel que havia vist dels efectes de la llibertat a França i no volia una monarquia constitucional sinó limitar el poder a l'autocràcia.
El successor de Gustav Adolf, Carl XIII, era vell i sense fills, no tenia hereu al tron. Quan l'hereu designat al tron, el príncep danès Karl August, va morir sobtadament d'apoplexia a la landa de Kvidinge a Skåne el 1810, es va estendre el rumor que havia estat enverinat i que Axel von Fersen i la seva germana Sophie Fersen -la comtessa Piper- estaven darrere d'això. Es rumorejava que el metge de vida del príncep era el metge de família de von Fersen.

## L'assassinat de Fersen
Article principal: Assassinat de Fersen a la Viquipèdia sueca.
El rumor que la mort del príncep hauria estat un assassinat afirmava, entre altres coses, que era la família von Fersen qui n'estava darrere. Es feien sedicions verbals, s'agitaven mitjançant avisos als nusos de la casa i articles de diaris inflamatoris. El 14 de juny de 1810, el diari de la capital Nya Posten va ser completament ocupat per una faula en vers anomenada "Les guineus". Els referits eren els germans Axel i Fabian von Fersen i la seva germana Sofie Piper.

Després va arribar el 20 de juny, dia en què el cos de l'estimat príncep del sud havia de ser portat a la capital al castell. La nit anterior es van repartir fulletons entre la gent que els instava a fer "caça de guineus".
| « | "Una mort terrible pels enverinadors serà una dolça venjança per a la nació" | » |

va dir. Com a Reichsmarschall, Axel von Fersen s'havia d'incorporar a la processó de dol. Els seus amics i familiars li van advertir que hi participés, però no es va deixar intimidar.
Quan el cotxe fúnebre amb el taüt del príncep va arribar a la capital, von Fersen es va presentar com a mariscal del Reich per escortar la processó a Estocolm segons el protocol. A la ciutat, però, hi havia un ambient ferotge, hi havia molt aiguardent gratuït, la gent estava borratxa. Quan la processó va entrar a Estocolm, es va poder veure el Reichsmarschall muntant més a prop del cotxe fúnebre en el seu carruatge de gala cobert amb una corona comtal daurada al sostre. El carruatge pesat era tirat per sis cavalls blancs amb seldons de adorns porpra i accessoris daurats. "No hi havia res negre en tota la tripulació veïna, i va enfadar la gent", va dir més tard a un testimoni presencial, un noi de catorze anys aleshores que era aprenent de sastre.
Ja a dalt de Söder, la multitud va començar a xiular i escopir al vagó de Fersen. Aviat es van llançar pedres i altres armes llançadores per les finestres del carruatge. von Fersen va ser arrencat del carruatge del seu Reichsmarschall i apallissat. Va buscar refugi en una propietat a Stora Nygatan, però va ser arrencat de nou. L'abús va continuar. La multitud estava furiosa. Se li va arrencar la roba, va ser colpejat, insultat i finalment von Fersen va ser linxat en fer-li aixafar el pit per un home vestit de mariner.
Tot això va passar davant dels soldats del Socorrista Svea que estaven allà per mantenir l'ordre. Aquest esdeveniment es coneix com l'assassinat de Fersen i és un dels assassinats més sensacionals a Suècia.

## Conseqüències
No obstant això, Axel von Fersen i la seva família van ser exempts dels càrrecs d'assassinat i se li va donar un enterrat digne. L'enterrament va tenir lloc a Estocolm el 2 de desembre de 1810 a la "Wachtmeisterska gravkoret" a l'església de Riddarholm. Contràriament al que s'esperava, la cerimònia solemne va transcórrer amb força tranquil·litat. Les autoritats estaven decidides a sufocar de seguida qualsevol intent de tumult, i les tropes, que marxaven abans i després de la processó, tenien els fusells carregats. També havien tancat totes les casetes on es venien begudes fortes.
Un monument a Axel von Fersen d.a. es pot trobar al castell de Steninge al sud-est de Sigtuna i al castell de Löfstad al sud-oest de Norrköping.
L'epitafi erigit al castell de Löfstad per la seva germana Sophie Fersen porta dues inscripcions:
| « | "A un germà inoblidable el coratge de l'home en els seus últims moments el 20 de juny de 1810 testimoni de les seves virtuts i tranquil·litat." | » |

| « | "En aquests neids on solia niutit amistat i pau es trobarà la seva ombra de benedicció i llàgrimes. | » |

Axel von Fersen d.ä. i és a dir estan enterrats juntament amb altres membres de la família a l'església de Ljung a Östergötland.

## Títols i premis
El títol formal del comte von Fersen era "Sea Excel·lència Sa Altesa el Comte Axel von Fersen, Un dels Senyors del Regne, Cavaller i Comandant de l'Ordre de la Sa Majestat Reial i Comandant amb la Gran Creu de l'Ordre de l'Espasa". Durant la seva vida li van assignar molts càrrecs diferents, que són els següents en ordre cronològic:
Cites
- Caporal al "Life Regiment of Horse" (el més vell);
- Tinent à la suite del Regiment Reial Bavière francès;
- Livdrabant;;
- Corneta (oficial), Regiment de cavalleria de Småland;
- Tinent del regiment de cavalleria de Småland;
- Capità a l'exèrcit;
- Capità de personal del Cos de Dragons;
- Mestre de camp (coronel) de la infanteria alemanya a França;
- Major ajudant del general de Rochambeau;
- Mestre de camp en segon lloc al regiment francès Royal Deux Ponts;
- Coronel a l'exèrcit i capità tinent en intendencia al Livdrabantkåren;
- Tinent Coronel al Cos de Dragons Lleugers;
- Coronel (en propietat) del Regiment Reial Sueu francès;
- Tinent-Coronel a la Bandera de la Noblesa;
- Ministre de les relacions de Gustav III amb la parella reial francesa;
- Ministre plenipotenciari de Lluís XVI;
- General de Divisió a l'Exèrcit;
- Ambaixador a Lluïs XVII de França;
- Comissari al Congrés sobre dret internacional Rastatt (també ambaixador i finalment ministre);
- Un dels senyors del regne;
- Rector a la Acadèmia d'Uppsala;
- Membre de la cavalleria i la noblesa al Riksdagen 1800 de Norrköping;
- Cavallers de l'orde dels Serafins;
- Membre de quatre governs en funcions diferents;
- Reign Mariscal;
- Tinent General de l'Exèrcit Suec;
- Ministre d'Afers Exteriors a Pomerània per Gustav IV Adolf.

## Ordres, distintius de mèrit i medalles[6]
Suècia
- Cavaller de l'Espasa Reial - 19 de desembre de 1781
- Comandant de la Reial Orde de l'Espasa - 21 de novembre de 1791
- Comandant amb la Gran Creu de la Reial Orde de l'Espasa - 26 de novembre de 1798
- Cavaller i comandant del Rei. Order of Maj (Cavaller de l'Ordre Reial dels Serafins) - 14 de novembre de 1800

França
- Cavaller de la Institution du Mérite militaire – 1781

EUA
- Receptor de l'orde de Cincinnatus

## Teatre
El 2010, el grup de teatre Bouffonteatern amb seu a Estocolm va homenatjar Axel von Fersen amb la comedia dell'arte "Axel von Fersen under bilan". L'espectacle va funcionar durant tot el 2010, 200 anys després que von Fersen fos destituït.